# Vanessa Huppenkothen

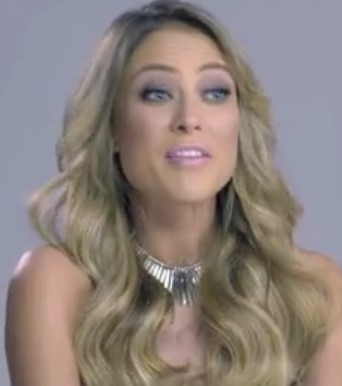
Vanessa Huppenkothen (2014)

Vanessa Huppenkothen Labra (* 24. Juli 1984 in Mexiko-Stadt) ist eine mexikanische Moderatorin und Model.

## Leben
Die Tochter einer Mexikanerin und des aus Duisburg stammenden ehemaligen deutschen Fußballspielers Dieter Huppenkothen wurde in Mexiko-Stadt geboren. Sie wuchs in Mexiko auf, lebte aber auch häufig bei ihrem Vater in Duisburg. Zu dieser Zeit besuchte sie Spiele des FC Schalke 04 im Parkstadion und ist bis heute Fan des Fußball-Bundesligisten. Neben Spanisch und Deutsch spricht sie Englisch, Französisch und Griechisch. Nach ihrem Schulabschluss studierte Huppenkothen am Instituto Tecnológico Autónomo de México Internationale Beziehungen, da sie zu dieser Zeit Botschafterin in Deutschland werden wollte. Ihre Masterarbeit schrieb sie über die FIFA. 2011 heiratete Huppenkothen den mexikanischen Banker Juan Fernández Recamier. Zwei Jahre später trennten sich die beiden; 2015 folgte die Scheidung.

## Karriere
Parallel zu ihrem Studium begann sie zu modeln. 2007 wurde sie zur Miss Mexico City 2007 ernannt. Über einen TV-Wettbewerb gewann sie eine Stelle als Sportjournalistin beim mexikanischen Sender Televisa Deportes. 2008 moderierte sie aus Peking über die Olympischen Sommerspiele 2008. Bei der Fußball-Weltmeisterschaft 2010 in Südafrika berichtete sie über die mexikanische Fußballnationalmannschaft und deren Spiele.
Huppenkothen hatte einige Auftritte in mexikanischen Fernsehserien. In einer Episode von Noticiero Televisa Deportes aus dem Jahre 2008 spielte sie sich selbst, ebenso 2010 in einer Folge von ¡Despierta América!. Im Jahr 2011 verkörperte sie eine Reporterin in einer Folge von Los Héroes del Norte.
Bei der Fußball-Weltmeisterschaft 2014 war sie erneut Live-Moderatorin für die mexikanische Nationalmannschaft. Durch ihre Moderationen im Trikot ihres Heimatlandes Mexiko sorgte sie international für Aufsehen und wurde zur schönsten Journalistin des Turniers gewählt.
Am 3. August 2014 war sie bei der Übertragung des Schalke 04 Cups durch Sport 1 erstmals als Gastmoderatorin bei einem deutschen Sender tätig. Zudem kommentierte sie eine Zeit lang die zweite Halbzeit des Spiels FC Málaga gegen West Ham United und fungierte bei Interviews mit spanischsprachigen Spielern als Dolmetscherin.
Am 23. August 2014 fungierte Huppenkothen als losziehende „Glücksfee“ bei der Auslosung der zweiten Runde des DFB-Pokals 2014/15. Seit Juli 2016 ist sie Field Reporter der Olympischen Spiele, des Super Bowl und Fußball-Weltmeisterschaften des US-Sportsenders ESPN.

## Filmografie
- 2008: Noticiero Televisa Deportes
- 2010: ¡Despierta América!
- 2011: Los Héroes del Norte